# Wittenborner Heide
Die Wittenborner Heide ist ein Naturschutzgebiet in den schleswig-holsteinischen Gemeinden Bark und Wittenborn im Kreis Segeberg.
Das Naturschutzgebiet ist rund 294 Hektar groß. Es ist unter der Nummer 211 in das Verzeichnis der Naturschutzgebiete des Ministeriums für Energiewende, Landwirtschaft, Umwelt und ländliche Räume eingetragen. Teile sind gleichzeitig als EU-Vogelschutzgebiet „Barker und Wittenborner Heide“ ausgewiesen. Das Gebiet steht seit dem 27. Mai 2016 unter Schutz (Datum der Verordnung: 19. April 2016). Zuständige untere Naturschutzbehörde ist der Kreis Segeberg.
Das Naturschutzgebiet liegt westlich von Bad Segeberg in der Segeberger Heide. Es umfasst große Teile des ehemaligen Standortübungsplatzes Wittenborn und westlich angrenzende Flächen mit teilweise offenen, teilweise gehölzbestandenen Dünen, Trockenrasen, trockenen Heiden, Übergangsmooren, Stillgewässern, extensiv genutzten Grünlandflächen sowie teilweise naturnahen Laubwaldbeständen. Die Heideflächen werden zweimal im Jahr zur Pflege mit Schafen beweidet.
Das Naturschutzgebiet ist Lebensraum u. a. von Schlingnatter und Kreuzotter, Haselmaus, Ameisenlöwe, verschiedenen Heuschreckenarten, Schmetterlingen und Fledermäusen. Die Avifauna ist im Gebiet z. B. durch Uhu, Wespenbussard, Grün- und Schwarzspecht und Neuntöter vertreten. Besondere Bedeutung hat das Gebiet für die Heidelerche sowie potentiell auch für den Ziegenmelker, der allerdings im Gebiet nicht mehr vorkommt.
Im Naturschutzgebiet siedeln u. a. Siebenstern, Schattenblümchen, Johanniskraut und Reiherschnabel. In einem leerstehenden Gebäude auf dem Gelände des ehemaligen Standortübungsplatzes wurde mit der „Fledermausstation Wittenborn“ eine Forschungsstation als Erprobungseinrichtung zur Quartiersgestaltung für Fledermäuse eingerichtet. Das Projekt wurde im Mai 2016 als UN-Dekadeprojekt ausgezeichnet.
Das Gebiet, das vom Bundesforstbetrieb Trave betreut wird, hat auch eine Bedeutung als Naherholungsgebiet und kann von zahlreichen Wegen aus erlebt werden. Im Süden grenzt es an die Bundesstraße 206, nach Südosten wird es vom Trassenkorridor der geplanten Bundesautobahn 20 begrenzt.